# Ariel (chanteur)
Pour les articles homonymes, voir Ariel.
Nazril Irham, dit Ariel, né le 16 septembre 1981 à Pangkalan Brandan, est un chanteur indonésien. Il est le chanteur de Noah, anciennement connu sous le nom de Peterpan.
Il est arrêté en 2010 sous l'inculpation d'une sextape de célébrité trouvée en circulation sur Internet après le vol de son ordinateur portable,. La présentatrice de télévision Luna Maya et la star du feuilleton Cut Tari (id) ont nié être les femmes dans les vidéos.